# Weissella minor
Weissella minor (abreujat W. minor) anteriorment com a Lactobacillus minor és un bacteri grampositiu amb morfologia bacil·lar no mòbil. Originalment es classificava com a subespècie de Lactobacillus viridescens; Lactobacillus viridrescens subsp. minor. Pot créixer entre els 10 i 40 °C. És productor d'àcid a partir de mannosa, glucosa, ribosa, sacarosa i trehalosa, entre d'altres. El seu contingut en G+C és del 44%. Observem creixement a 8% NaCl, i fins al 10% tot i que el creixement esdevé ja molt dèbil. No pot reduir nitrat a nitrit.
Aquest bacteri s'ha trobat per exemple en les màquines de munyir i en el gari, un aliment que s'obté de la fermentació de la mandioca. No sembla estar relacionat a infeccions en humans ni animals.